# ژوبل
ژوبل (انگلیسی: Jooble) شرکت فناوری اطلاعات اوکراینی است، که در سال ۲۰۰۶ تأسیس شد.